# Акбулак (Біржан-сала район)
Акбула́к (каз. Ақбұлақ) — село у складі району Біржан-сала Акмолинської області Казахстану. Входить до складу Єнбекшильдерського сільського округу.
Населення — 29 осіб (2021; 150 у 2009, 318 у 1999, 580 у 1989).
Національний склад станом на 1989 рік:
- казахи — 100 %.

До 2004 року село називалося Придорожне, ще раніше — Таратульген.